# Hypercourt
Hypercourt é uma comuna francesa na região administrativa de Altos da França, no departamento de Somme. Estende-se por uma área de 15.57 km². Em 2010 a comuna tinha 743 habitantes (densidade: 47,7 hab./km²).
Foi criada em 1 de janeiro de 2017, a partir da fusão das antigas comunas de Pertain (sede da comuna), Hyencourt-le-Grand e Omiécourt.